# جايسون وليامز (لاعب كرة قدم بريطاني)
جايسون وليامز (بالإنجليزية: Jason Williams)‏ (19 يوليو 1984 ببرمودا في المملكة المتحدة - ) هو لاعب كرة قدم بريطاني في مركز حراسة المرمى. شارك مع منتخب برمودا لكرة القدم. أما مع النوادي، فقد لعب مع Bermuda Hogges F.C. ‏ وNorth Village Rams ‏.

## مسيرته الكروية
لعب جايسون وليامز خلال مسيرته الاحترافية مع نادِ واحدٍ في ثلاثة مواسم ولم يسجل خلالها أي هدف ضمن 15 مباراة. ولم يفز بأي موسم بالكأس أو بالدوري.
خاض جايسون وليامز مسيرته مع Bermuda Hogges F.C. ‏ في موسم 2007 واستمر معه طيلة ثلاثة مواسم، مشاركًا في 15 مباراة ولم يسجل أي هدف.

## وصلات خارجية
- جايسون وليامز على موقع الاتحاد الدولي (مؤرشف)  (الإنجليزية)
- جايسون وليامز على موقع قاعدة بيانات كرة القدم.إي يو (الإنجليزية)
- جايسون وليامز على موقع ناشيونال فوتبول تيمز (الإنجليزية)